# (23971) 1998 YU9
1998 واي يو 9 (ويعرف أيضًا باسم (23971) 1998 واي يو 9 وفق تسمية الكوكب الصغير) (بالإنجليزية: 1998 YU9)‏ هو كويكب ضمن حزام الكويكبات؛ وترتيبه 23971 من حيث الاكتشاف.
اكتُشف هذا الجُرم الفلكي بواسطة كورادو كورليفيتش في 25 ديسمبر 1998.

## وصلات خارجية
- (23971) 1998 YU9 في قاعدة بيانات مختبر الدفع النفاث لأجرام النظام الشمسي الصغيرة

- الاكتشاف · مخطط المدار ·  العناصر المدارية · المعلمات المادية

- (23971) 1998 YU9 على موقع ويكي سكاي: DSS2, SDSS, GALEX, IRAS, Hydrogen α, X-Ray, Astrophoto, Sky Map, Articles and images